# Du sang dans la poussière
Du sang dans la poussière (titre original : The Spikes Gang) est un film américain réalisé par Richard Fleischer, sorti en 1974.

## Synopsis
Les Richter, Will Young et Tod Mayhew, trois adolescents, recueillent et soignent Harry Spikes un braqueur de banques. Les trois jeunes décident de prendre modèle sur leur héros et de mener la même vie d'aventures et de braquages.

## Fiche technique
- Titre : Du sang dans la poussière
- Titre original : The Spikes Gang
- Réalisation : Richard Fleischer
- Scénario : Irving Ravetch et Harriet Frank Jr. d'après The Bank Robber de Giles Tippette
- Production : Richard Fleischer et Walter Mirisch
- Musique : Fred Karlin
- Photographie : Brian West
- Montage : Frank J. Urioste et Ralph E. Winters
- Pays de production : États-Unis
- Format : Couleurs - Mono
- Genre : Western
- Durée : 96 minutes
- Date de sortie : 1974

## Distribution
- Lee Marvin (VF : André Valmy) : Harry Spikes
- Gary Grimes (VF : Bernard Murat) : Will Young
- Ron Howard (VF : François Leccia) : Les Richter
- Charles Martin Smith (VF : Pierre Guillermo) : Tod
- Arthur Hunnicutt (VF : Claude Bertrand) : Kid White (Billy Blanco)
- Marc Smith (VF : Jean-Claude Michel) : Abel Young
- Robert Beatty : le Shérif
- David Thomson (VF : Albert Augier) : le Shérif de Carrizo Springs
- Bert Conway (VF : Jean-Henri Chambois) : le guichetier de la banque
- Allen Russell (VF : Jean Violette) : Morton
- Noah Beery Jr. (VF : Jean Michaud) : Jack Bassett
- Don Fellows : un cow-boy